# Винчестер (Охајо)
Винчестер (енгл. Winchester) град је у америчкој савезној држави Охајо.

## Демографија
По попису из 2010. године број становника је 1.051, што је 26 (2,5%) становника више него 2000. године.
| Група             | 2000.         | 2010.         |
| Белци             | 1.010 (98,5%) | 1.027 (97,7%) |
| Афроамериканци    | 0 (0,0%)      | 2 (0,2%)      |
| Азијати           | 4 (0,4%)      | 0 (0,0%)      |
| Хиспаноамериканци | 5 (0,5%)      | 10 (1,0%)     |
| Укупно            | 1.025         | 1.051         |